# Bernhard Heher

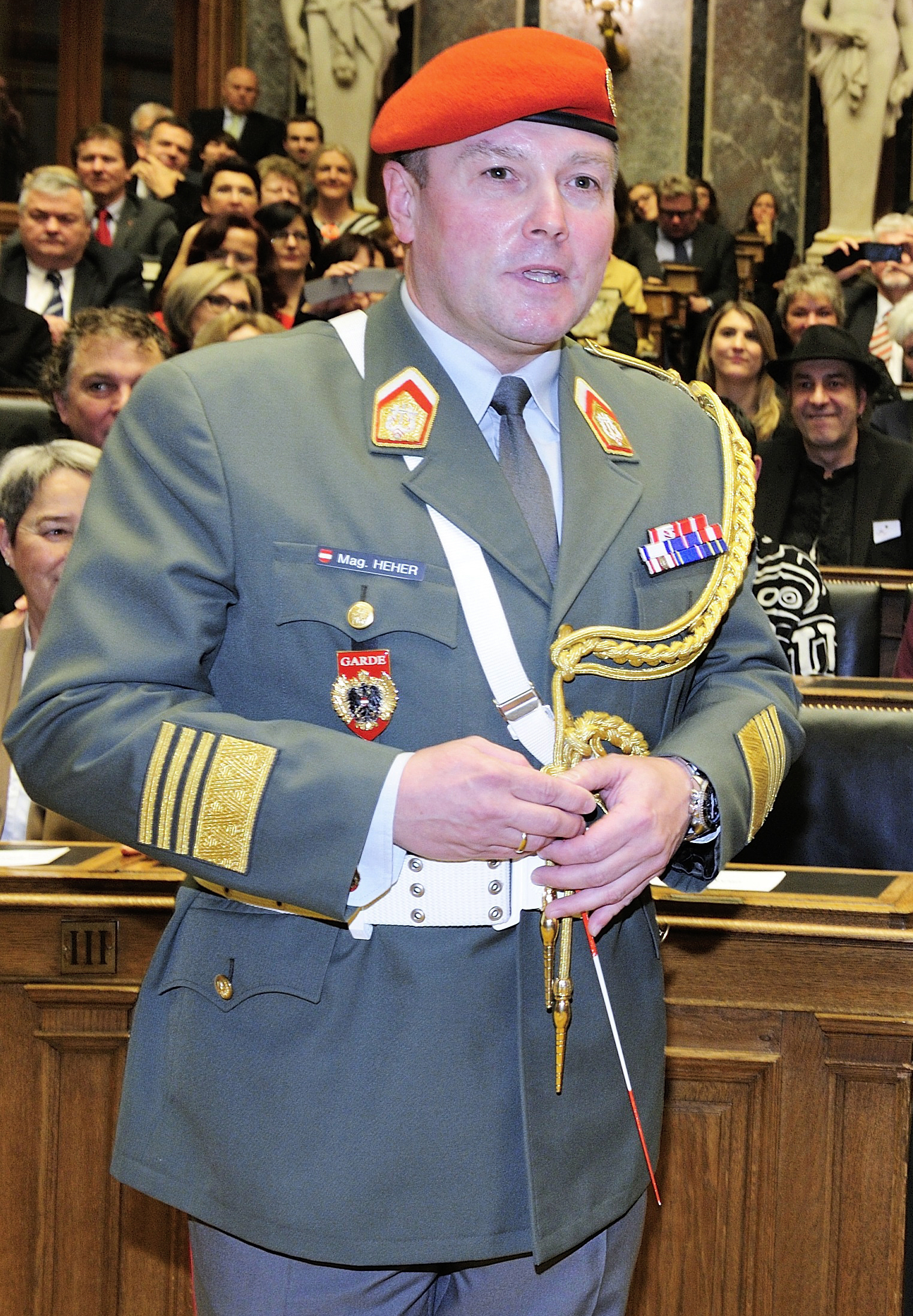
Militärkapellmeister Bernhard Heher (2014)

Bernhard Heher (* 29. Dezember 1962 in Puchberg am Schneeberg) ist ein österreichischer Militärkapellmeister und Heeresmusikchef des österreichischen Bundesheeres.

## Leben
Heher wurde im Kindesalter von seinem Großvater auf der Klarinette unterrichtet, während der Schulzeit besuchte er die Musikschule Puchberg, von 1979 bis 1981 studierte er als außerordentlicher Hörer Klarinette an der Musikhochschule Wien bei Horst Hajek. Im Oktober 1981 rückte er als Grundwehrdiener zur Militärmusik des Gardebataillons ein, anschließend verpflichtete er sich als Zeitsoldat, absolvierte eine dreijährige Ausbildung zum Musikunteroffizier und wurde Registerführer für Holzblasinstrumente. Von 1984 bis 1990 studierte er als ordentlicher Hörer am Konservatorium der Stadt Wien bei Roger Salander, im Jahr 1990 legte die staatliche Lehramtsprüfung im Fach Instrumental und Gesangspädagogik (IGP) sowie die Diplomprüfung im Hauptfach Klarinette ab.
Im Jahr 1994 begann Heher eine Ausbildung zum Militärkapellmeister, die er 1995 mit der Militärkapellmeisterprüfung erfolgreich abschloss. Zusätzlich absolvierte Heher die vorgeschriebene Ausbildung zum Milizoffizier in Linz-Ebelsberg. Parallel dazu absolvierte er bei Franz Bauer-Theussl eine dirigiertechnische Ausbildung. Mit der Diplomarbeit zum Thema Prof. Franz Bauer-Theussl, ein Dirigentenleben an der Universität für Musik und darstellende Kunst Wien graduierte er im Jahr 2001 zum Magister artium. 1998 begann er mit dem Studium der Instrumentalpädagogik an der Universität für Musik und darstellende Kunst in Wien bei Gerald Kraxberger und Rupert Fankhauser.
Von 1. Juni 1996 bis 30. September 1997 war Heher zweiter Kapellmeister bei der Militärmusik Tirol. Von 1. Oktober 1997 bis 30. November 2002 war er Leiter der Musikfachausbildung und zweiter Kapellmeister der Gardemusik in Wien. Seit 1. Dezember 2002 ist er als Nachfolger von Johann Schadenbauer erster Kapellmeister der Gardemusik Wien. Im Juni 1996 wurde Heher zum Leutnant befördert, am 1. Juli 2001 zum Major und am 1. Juli 2011 zum Oberst.
Mit Wirkung vom 16. Februar 2009 wurde Heher von Generalstabschef General Edmund Entacher zum Leiter und somit, sowohl in musikalischer als auch in militärisch-operativer Hinsicht, Vorgesetzten des österreichischen Militärmusikdienstes ernannt.

## Auszeichnungen
- 2013: Goldenes Verdienstzeichen der Republik Österreich[4]
- 2019: Verleihung des Berufstitels Professor[5]
- 2021: Goldener Johann Strauss der Johann-Strauss-Gesellschaft[6][7]

## Kompositionen
- 2004: Dr.-Heinz-Fischer-Marsch[1]
- 2014: Barbara Prammer Marsch[8]
- 2017: Dr.-Van-der-Bellen-Marsch[9]